# Uahuka
Genre
Uahuka est un genre d'araignées aranéomorphes de la famille des Linyphiidae.

## Distribution
Les espèces de ce genre sont endémiques des îles Marquises en Polynésie française.

## Liste des espèces
Selon World Spider Catalog (version 16.5, 11/12/2015) :
- Uahuka affinis Berland, 1935
- Uahuka spinifrons Berland, 1935

## Étymologie
Ce genre est nommé en référence à l'île Ua Huka.

## Publication originale
- Berland, 1935 : Nouvelles araignées marquisiennes. Bernice P. Bishop Museum Bulletin, vol. 142, p. 31-63 (texte intégral).